# Тарсо Маркес
Тарсо Маркес (на португалски: Tarso Marques) е бразилски автомобилен състезател от Формула 1, роден на 19 януари 1976 година в Куритиба, Бразилия. Има 24 старта в световния шампионат.